# Aittojärvi
Aittojärvi este o arie protejată (arie de protecție specială avifaunistică — SPA) din Finlanda întinsă pe o suprafață de 342 ha, integral pe uscat.

## Localizare
Centrul sitului Aittojärvi este situat la coordonatele 65°15′59″N 26°49′27″E / 65.2664°N 26.8242°E.

## Înființare
Situl Aittojärvi a fost declarat arie de protecție specială avifaunistică în august 1998 pentru a proteja 31 de specii de animale.

## Biodiversitate
Situată în ecoregiunea boreală, aria protejată nu include niciun habitat protejat.
La baza desemnării sitului se află mai multe specii protejate de  păsări (31): rață sulițar (Anas acuta), gâscă de semănătură (Anser fabalis), acvilă de munte (Aquila chrysaetos), rață-cu-cap-castaniu (Aythya ferina), rața moțată (Aythya fuligula), Aythya marila, bătăuș (Calidris pugnax), erete de stuf (Circus aeruginosus), erete vânăt (Circus cyaneus), gușă vânătă (Cyanecula svecica), lebădă de iarnă (Cygnus cygnus), șoimul rândunelelor (Falco subbuteo), cufundar polar (Gavia arctica), cocor (Grus grus), codalb (Haliaeetus albicilla), Hydrocoloeus minutus, pescăruș râzător (Larus ridibundus), becațină mică (Lymnocryptes minimus), rață pestriță (Mareca strepera), rață catifelată (Melanitta fusca), rață neagră (Melanitta nigra), Mergellus albellus, codobatura galbenă (Motacilla flava), corcodel-urechiat (Podiceps auritus), corcodel-cu-gât-roșu (Podiceps grisegena), cresteț pestriț (Porzana porzana), Spatula clypeata, rață cârâitoare (Spatula querquedula), chiră de baltă (Sterna hirundo), fluierar negru (Tringa erythropus), fluierar de mlaștină (Tringa glareola).